# De brieven van de generaal
De brieven van de generaal is een Nederlandstalige jeugdroman, geschreven door Paul Biegel en uitgegeven in 1977 bij Uitgeverij Holland in Haarlem. De eerste editie werd geïllustreerd door Elly van Beek.

## Inhoud
Omdat ze niets van kinderen weet nodigt tante Mathilde Orian, Knevi en Bles uit om bij haar te logeren, en haar zodoende te leren met kinderen om te gaan. Gedurende de logeerpartij vertelt Mathilde allerlei verhalen over haar vriend de generaal.